# Лаховский, Арнольд Борисович

А. Б. Лаховский, автопортрет, 1910-е годы

Арнольд Борисович Лаховский (27 января 1880, Чернобыль, Киевская губерния — 7 января 1937, Манхэттен, Нью-Йорк) — российский живописец, график, скульптор.
Был профессором акварельной живописи на Высших женских Архитектурных курсах. Писал пейзажи российских и европейских городов, реже — жанровые картины и портреты. В 1908—1909 годах преподавал в Школе искусств и ремесел «Бецалель» в Иерусалиме.

## Биография
Еврей. В 1902 году окончил Одесское художественное училище, где учился у К. Костанди и Г. Ладыженского. Затем занимался в мастерской Маро в Академии изобразительных искусств в Мюнхене, посещал занятия в школе у Ашбе, работал в Ворумсе. В 1904 году приехал в Петербург и поступил в ВХУ при ИАХ, учился в мастерской И. Е. Репина (с 5 апреля 1907 г.). В 1908 году на летние каникулы уехал в Палестину, где заболел, и год и три месяца прожил в Иерусалиме, был преподавателем в школе «Бецалель». За непосещение занятий в ВХУ решением Совета профессоров был отчислен из ВХУ. По прошению, поданному на имя ректора В. А. Беклемишева, восстановлен и причислен к мастерской П. П. Чистякова. 25 ноября 1909 года подал прошение о переводе его в мастерскую профессора А. А. Киселёва, после смерти которого в 1911 году он перешел к Н. Н. Дубовскому. Закончил ВХУ при ИАХ по высшему разряду 1 ноября 1912 года В 1912 году получил звание художника за картину «Последние лучи».
Лаховский жил в Петербурге. Был членом Общества им. А. И. Куинджи (с 1915 года) и ТПХВ (с 1916 года). В ноябре 1915 года стал учредителем Еврейского общества поощрения художеств, вошел в его ревизионную комиссию и в совет художественной секции, участвовал в художественных аукционах в пользу евреев — жертв войны.
В 1925 году Лаховский уехал в Париж по приглашению Люксембургского музея. Был членом Правления секции художников Союза деятелей русского искусства во Франции (1933). Член-основатель масонской ложи «Свободная Россия» (1931). В 1927—1930 годах в галерее Ж. Шарпантье проходит рад персональных выставок художника.
В 1933 году переехал в Нью-Йорк, где главным источником заработка для него стали заказные портреты. В 1935 году вместе с Б. Д. Григорьевым и А. Е. Яковлевым преподавал в художественной школе Музея изящных искусств в Бостоне.
Умер Арнольд Борисович в госпитале Бэт Исраэль (Beth Israel) в Нью-Йорке от острого белокровия, осложнившегося двухсторонним воспалением легких, 7 января 1937 года. Похоронен на кладбище Бэт-Давид (Beth David) в г. Элмонт на Лонг-Айленде, штат Нью-Йорк.
Брат — художник Нута Беркович Лаховский (1888—1908), также окончил Одесское художественное училище, был студентом ВХУ при ИАХ. 666 книжным иллюстратором, сотрудником ряда сатирических журналов. Трагически погиб.

## Память
- В октябре 1937 года в галерее J. Charpentier была организована мемориальная выставка, на которой экспонировались его пейзажи Петрограда, Пскова, Венеции, Нормандии, Бельгии, Альп, озера Анеси.
- 29 ноября 1937 года в Париже состоялся вечер памяти Лаховского.
- В сентябре 2015 года в Самаре (в галерее «Виктория») прошла первая в современной России выставка работ Арнольда Лаховского.
- Персональной выставкой А. Лаховского «Очарованный странник» (первой в Москве) открылся 28 мая 2016 года Музей русского импрессионизма.